# Travis Zajac
Travis Zajac (Winnipeg, 13 maggio 1985) è un ex hockeista su ghiaccio canadese.
Gioca nel ruolo di centro per i New Jersey Devils, squadra della National Hockey League. Ha tre fratelli, di nome Darcy, Kelly e Nolan, tutti giocatori di hockey; i primi due giocano per gli Albany Devils, la squadra satellite dei New Jersey Devils.

## Carriera
Scelto in NHL nel 2004, si unì ai New Jersey Devils, che lo assegnarono inizialmente agli affiliati degli Albany River Rats. Riesce poi ad esordire in prima squadra il 6 ottobre 2006 in una partita vinta 4-0 con i Carolina Hurricanes. La sera dopo realizzò il suo primo gol in carriera, al portiere Marty Turco dei Dallas Stars, poi vincitori per 3-1. Il 19 aprile 2009 mise a segno la sua prima rete nei playoff, portando agli overtime i Devils nei confronti degli Hurricanes; quella partita terminò 3-2 in favore della sua squadra, ma fu poi la franchigia di Raleigh a vincere la serie. La sua stagione da rookie terminò con 91 partite, 18 gol e 29 assist totali, e firmò un rinnovo contrattuale di quattro anni a 15,55 milioni di dollari. Le sue prestazioni migliorarono notevolmente nei campionati successivi, con un picco nella stagione 2009-2010, in cui realizzò 26 gol e 43 assist in 87 gare totali. Il 17 marzo 2011, Zajac stabilì il record di gare consecutive giocate con i Devils, scendendo in campo per la sua 389ª gara di fila contro gli Ottawa Senators, superando il precedente record di Ken Daneyko. La striscia si interruppe a quota 401, il 10 aprile dello stesso anno. Nella stagione 2011-2012 ha giocato poco in regular season per via di un infortunio (solamente 15 apparizioni), ma è poi sceso in campo in tutte le 24 gare dei playoff, in cui i Devils sono arrivati in finale, dove sono stati sconfitti per 4-2 in serie dai Los Angeles Kings; nel post-season, aveva realizzato 7 gol e 7 assist.
Il 16 gennaio 2013, poco dopo la riapertura dell'NHL a seguito del lock-out, ha firmato un nuovo contratto con i Devils, della durata 8 anni per 46 milioni di dollari.